# De Esch (Vaals)

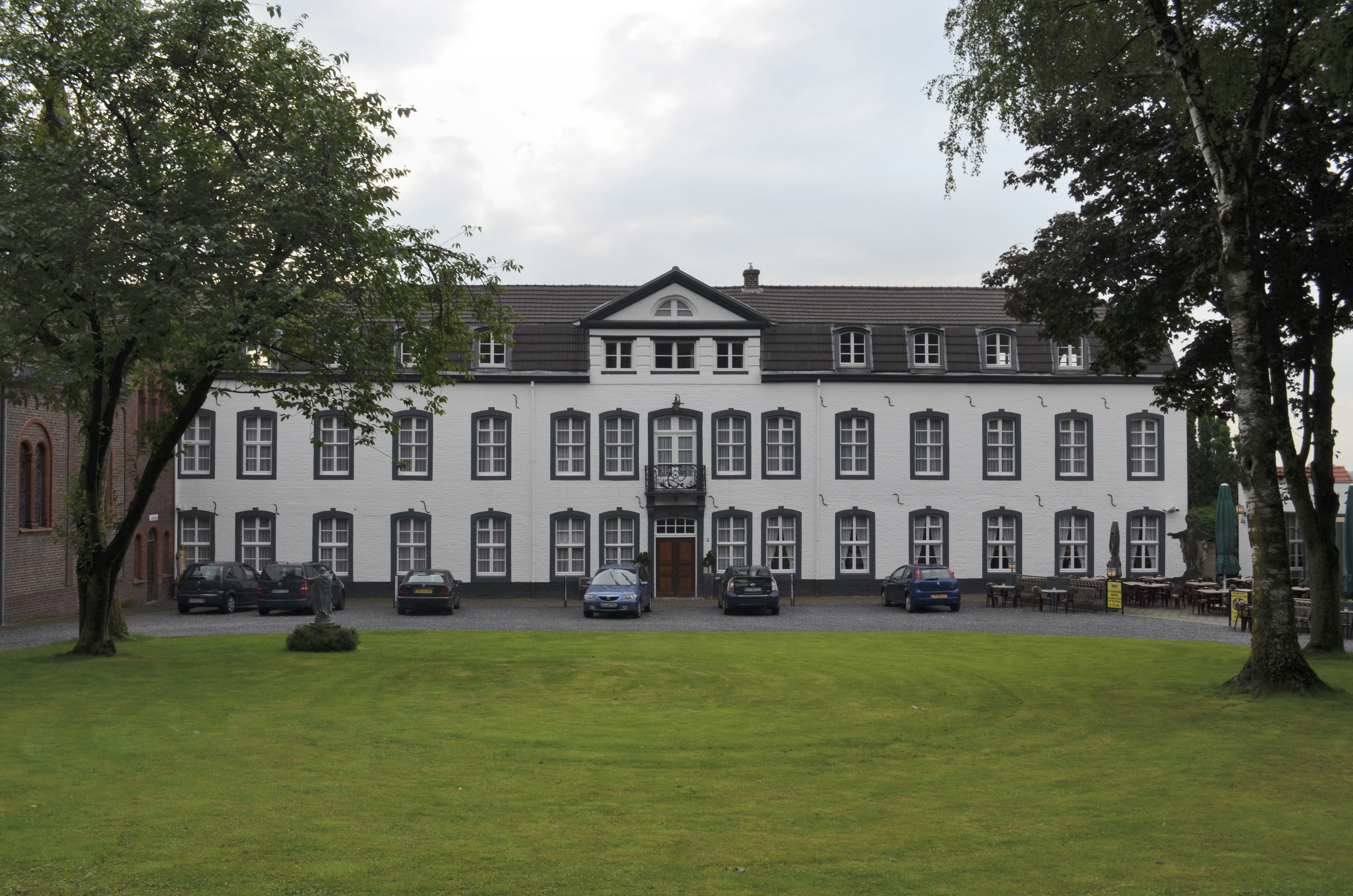
De Esch

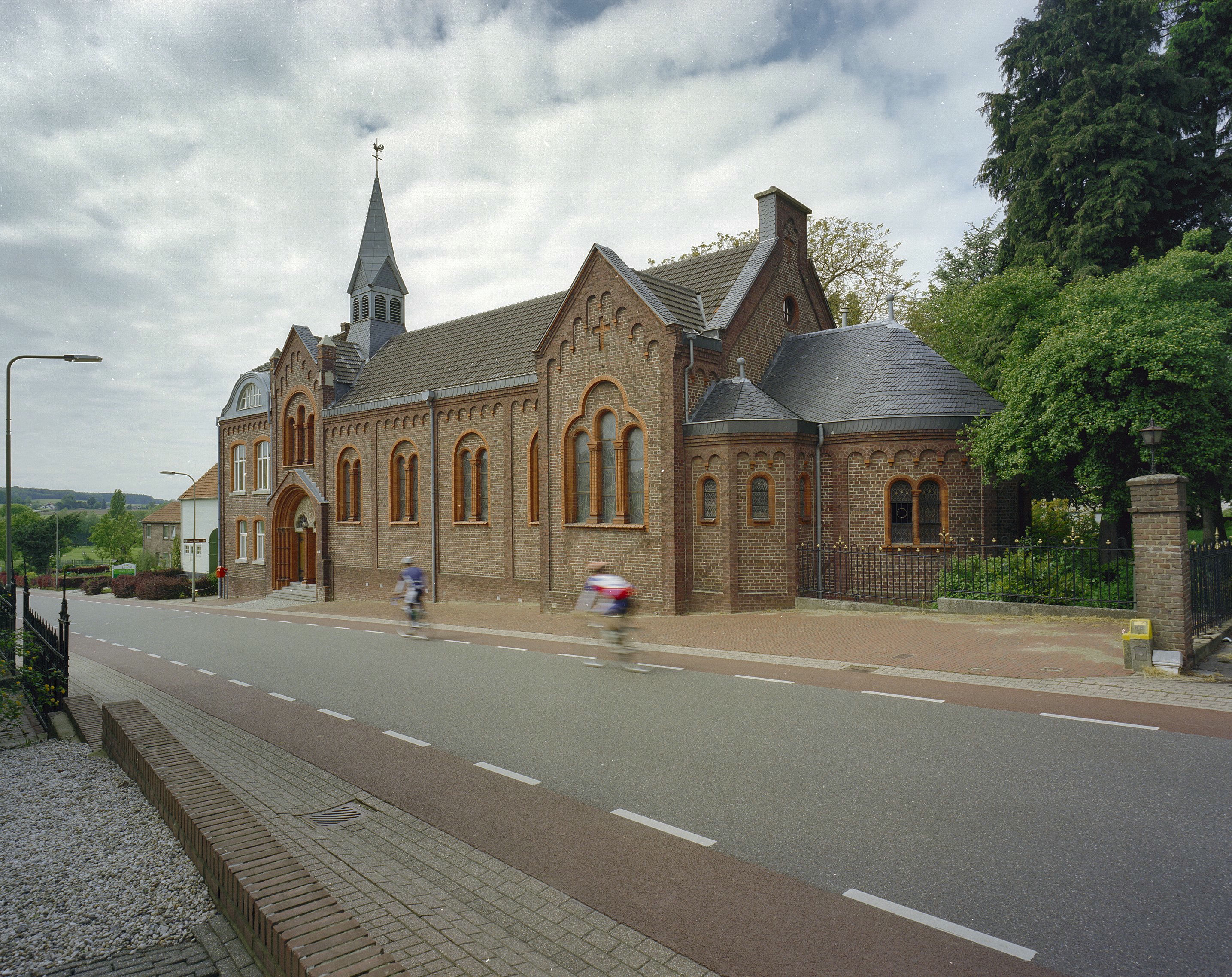
Kloosterkapel

De Esch is een kasteelachtige hoeve, gelegen aan Eschberg 5 in de plaats Vaals in de Nederlandse provincie Limburg.

## Geschiedenis
Aan het eind van de zeventiende eeuw wordt De Esch beschreven als een hoeve met bijbehorende brouwerij en circa 80 morgen landerijen, in het bezit van de erfgenamen van Johan Bindels. 
Deze hoeve De Esch werd in 1735 gekocht door de rijke Akense koopman Johann Heinrich Heupgen, die het blijkbaar omvormde tot landhuis. Zijn zoon Jakob ging in 1778 failliet. De Esch werd toen beschreven als het 'zur Esch genannte Landgut, bestehend in einem herrschaftlichen Hause und hierin befindlichen Tapeten, wie auch einer halbwinners-wohnung, (...) einem grossen mit grotten-werk und wasser-leitungen verzierten garten (...) agt grossen und kleinen teichen'. De nieuwe eigenaar werd George Lodewijk Frederik Baron de Sternbach. De in diverse publicaties te vinden bewering dat naaldenfabrikant Jacob Kuhnen daarvoor eigenaar zou zijn geweest, is niet juist.
Het gebouw stamt uit het tweede kwart van de 18e eeuw en werd ontworpen door de Duitse architect Laurenz Mefferdatis. In 1776 werd het verbouwd in classicistische stijl, vermoedelijk door Joseph Moretti.
In 1897 werd het huis in gebruik genomen als klooster door de paters Camillianen. Dezen lieten in 1908 een neo-romaanse kloosterkapel bouwen. De Camillianen waren vanwege de seculariseringspolitiek uit Frankrijk en ook uit Italië vertrokken. In 1882 vestigden zij zich in een voormalig redemptoristenklooster aan de Willem II-Singel te Roermond. Van daaruit werden nieuwe kloosters gesticht, waaronder dat in Vaals. De paters waren actief in de gezondheidszorg en in het missiewerk. Door gebrek aan novicen nam het aantal Camillianen geleidelijk af. Uiteindelijk vertrokken de laatste paters naar Roermond en werd het klooster gesloten. In 2007 werd de kapel onttrokken aan de eredienst.
Vervolgens werd De Esch in gebruik genomen als hotel, terwijl in de kapel het Museum Vaals werd ondergebracht.
Het huis is geklasseerd als rijksmonument onder nummer 36701 en de kapel onder nummer 491833.